# Whatever People Say I Am, That's What I'm Not
Whatever People Say I Am, That's What I'm Not är den brittiska indierockgruppen Arctic Monkeys debutalbum, utgivet 2006. Med över 360 000 exemplar sålda första veckan blev albumet det bäst säljande debutalbumet i Storbritannien dittills. Det vann också årets Mercury Music Prize.
Två singlar släpptes från albumet, "I Bet You Look Good on the Dancefloor" och "When the Sun Goes Down". Båda nådde förstaplatsen på UK Singles Chart.

## Låtlista
1. "The View from the Afternoon" - 3:38
2. "I Bet You Look Good on the Dancefloor" - 2:53
3. "Fake Tales of San Francisco" - 2:57
4. "Dancing Shoes" - 2:21
5. "You Probably Couldn't See for the Lights But You Were Staring Straight at Me" - 2:10
6. "Still Take You Home" - 2:53
7. "Riot Van" - 2:14
8. "Red Light Indicates Doors Are Secured" - 2:23
9. "Mardy Bum" - 2:55
10. "Perhaps Vampires Is a Bit Strong But..." - 4:28
11. "When the Sun Goes Down" - 3:20
12. "From the Ritz to the Rubble" - 3:13
13. "A Certain Romance" - 5:31